# Olympische Sommerspiele 2020/Fechten/Qualifikation
Die Qualifikation für die Fechtenwettbewerbe bei den Olympischen Sommerspielen 2020 erfolgte in erster Linie über die FIE-Rangliste mit dem Stichtag 5. April 2021. Dieser Termin wurde wegen der COVID-19-Pandemie festgelegt, zuvor galt der 4. April 2020 als Stichtag. Des Weiteren gab es die Möglichkeit Quotenplätze über vier kontinentale Qualifikationsturniere zu erkämpfen. Die kontinentalen Qualifikationsturniere sollten ursprünglich im Zeitraum zwischen dem 15. und 19. April 2020 stattfinden. Wegen der COVID-19-Pandemie wurden diese jedoch auf den Zeitraum vom 15. bis 30. April 2021 verschoben. Die bereits über die Rangliste qualifizierten Athleten behielten ihre Quotenplätze.
Für jeden Mannschaftswettbewerb qualifizierten sich jeweils acht Mannschaften. Jede Mannschaft bestand dabei aus 3 Fechtern. Neben den vier bestplatzierten Teams qualifizierten sich das nächstbesten Teams eines Kontinents (Afrika, Amerika, Europa und Asien-Ozeanien), sofern diese unter den ersten 16 platziert war. Wenn von einem Kontinent keine Teams unter den Top 16 platziert waren, wurde der Quotenplatz an die bestplatzierte Nation, die noch nicht qualifiziert war, vergeben.
Für die Einzelwettbewerbe hatten sich die 3 Fechter jeder Mannschaft aus den Mannschaftswettbewerben automatisch qualifiziert. Zudem wurden sechs weitere Plätze vergeben. So erhielten die zwei besten Fechter aus Europa und Asien-Ozeanien, die sich noch nicht qualifiziert hatten, einen Quotenplatz. Die galt auch für den besten Fechter aus Afrika und Amerika, der noch nicht qualifiziert war. Vier weitere Plätze (einer pro Kontinent) wurden durch kontinentale Turniere vergeben. An diesen Turnieren konnten nur Nationen teilnehmen, von denen sich bisher kein Athlet der jeweiligen Disziplin qualifiziert hatte.
Die japanische Delegation erhielt zudem als Gastgeber mindestens 8 Quotenplätze. Nicht besetzte Quotenplätze wurden per Wildcard an andere Nationen vergeben.

## Übersicht
| Nation             | Männer | Männer  | Männer | Männer     | Männer     | Männer     | Frauen | Frauen  | Frauen | Frauen     | Frauen     | Frauen     | Quotenplätze Gesamt |
| Nation             | Einzel | Einzel  | Einzel | Mannschaft | Mannschaft | Mannschaft | Einzel | Einzel  | Einzel | Mannschaft | Mannschaft | Mannschaft | Quotenplätze Gesamt |
| Nation             | Degen  | Florett | Säbel  | Degen      | Florett    | Säbel      | Degen  | Florett | Säbel  | Degen      | Florett    | Säbel      | Quotenplätze Gesamt |
| ------------------ | ------ | ------- | ------ | ---------- | ---------- | ---------- | ------ | ------- | ------ | ---------- | ---------- | ---------- | ------------------- |
| Ägypten            | 1      | 3       | 3      |            | X          | X          |        | 3       | 1      |            | X          |            | 14                  |
| Algerien           |        | 1       | 1      |            |            |            |        | 1       | 1      |            |            |            | 4                   |
| Argentinien        |        |         |        |            |            |            |        |         | 1      |            |            |            | 1                   |
| Aserbaidschan      |        |         |        |            |            |            |        |         | 1      |            |            |            | 1                   |
| Brasilien          |        | 1       |        |            |            |            | 1      |         |        |            |            |            | 2                   |
| Chile              |        |         |        |            |            |            |        | 1       |        |            |            |            | 1                   |
| China              | 3      | 1       | 1      | X          |            |            | 3      | 1       | 3      | X          |            | X          | 15                  |
| Deutschland        |        | 3       | 3      |            | X          | X          |        | 1       |        |            |            |            | 9                   |
| Estland            |        |         |        |            |            |            | 3      |         |        | X          |            |            | 4                   |
| Frankreich         | 3      | 3       | 1      | X          | X          |            | 1      | 3       | 3      |            | X          | X          | 18                  |
| Georgien           |        |         | 1      |            |            |            |        |         |        |            |            |            | 1                   |
| Griechenland       |        |         |        |            |            |            |        |         | 1      |            |            |            | 1                   |
| Großbritannien     |        | 1       |        |            |            |            |        |         |        |            |            |            | 1                   |
| Hongkong           |        | 3       |        |            | X          |            | 3      |         |        | X          |            |            | 8                   |
| Indien             |        |         |        |            |            |            |        |         | 1      |            |            |            | 1                   |
| Iran               |        |         | 3      |            |            | X          |        |         |        |            |            |            | 4                   |
| Italien            | 3      | 3       | 3      | X          | X          | X          | 3      | 3       | 3      | X          | X          | X          | 24                  |
| Japan              | 3      | 3       | 3      | X          | X          | X          | 1      | 3       | 3      |            | X          | X          | 21                  |
| Kanada             | 1      | 3       | 1      |            | X          |            |        | 3       | 1      |            | X          |            | 11                  |
| Kasachstan         | 1      |         |        |            |            |            |        |         |        |            |            |            | 1                   |
| Kirgisistan        | 1      |         |        |            |            |            |        |         |        |            |            |            | 1                   |
| Kolumbien          |        |         |        |            |            |            |        | 1       |        |            |            |            | 1                   |
| Marokko            | 1      |         |        |            |            |            |        |         |        |            |            |            | 1                   |
| Mexiko             |        | 1       |        |            |            |            |        |         |        |            |            |            | 1                   |
| Niederlande        | 1      |         |        |            |            |            |        |         |        |            |            |            | 1                   |
| Peru               |        |         |        |            |            |            | 1      |         |        |            |            |            | 1                   |
| Polen              |        |         |        |            |            |            | 3      | 1       |        | X          |            |            | 5                   |
| ROC                | 3      | 3       | 3      | X          | X          | X          | 3      | 3       | 3      | X          | X          | X          | 24                  |
| Rumänien           |        |         | 1      |            |            |            | 1      |         |        |            |            |            | 2                   |
| Schweiz            | 3      |         |        | X          |            |            |        |         |        |            |            |            | 4                   |
| Senegal            |        |         |        |            |            |            | 1      |         |        |            |            |            | 1                   |
| Singapur           |        |         |        |            |            |            | 1      | 1       |        |            |            |            | 2                   |
| Spanien            |        | 1       |        |            |            |            |        |         |        |            |            |            | 1                   |
| Südkorea           | 3      | 1       | 3      | X          |            | X          | 3      | 1       | 3      | X          |            | X          | 18                  |
| Tschechien         | 1      | 1       |        |            |            |            |        |         |        |            |            |            | 2                   |
| Tunesien           |        | 1       | 1      |            |            |            | 1      | 1       | 3      |            |            | X          | 8                   |
| Türkei             |        |         |        |            |            |            |        | 1       |        |            |            |            | 1                   |
| Ukraine            | 3      |         |        | X          |            |            | 1      |         | 1      |            |            |            | 6                   |
| Ungarn             | 1      |         | 3      |            |            | X          |        | 3       | 3      |            | X          | X          | 13                  |
| Usbekistan         |        |         | 1      |            |            |            | 1      |         | 1      |            |            |            | 3                   |
| Venezuela          | 1      |         | 1      |            |            |            |        |         |        |            |            |            | 2                   |
| Vereinigte Staaten | 3      | 3       | 3      | X          | X          | X          | 3      | 3       | 3      | X          | X          | X          | 24                  |
| Gesamt: 42 NOKs    | 36     | 36      | 36     | 9          | 9          | 9          | 34     | 34      | 36     | 8          | 8          | 9          | 264                 |

## Zeitplan
| Qualifikationswettbewerb               | Datum                | Ort       |
| -------------------------------------- | -------------------- | --------- |
| FIE-Rangliste Stichtag                 | 5. April 2021        | –         |
| Qualifikationsturnier Afrika           | 23. April 2021       | Kairo     |
| Qualifikationsturnier Europa           | 24. – 25. April 2021 | Madrid    |
| Qualifikationsturnier Asien & Ozeanien | 25. – 26. April 2021 | Taschkent |
| Qualifikationsturnier Amerika          | 1. – 2. Mai 2021     | San José  |

## Männer

### Degen
| Qualifikationswettbewerb                               | Plätze | Athlet                      |
| ------------------------------------------------------ | ------ | --------------------------- |
| Athleten aus dem Mannschaftswettbewerb                 | 24     | Yannick Borel               |
| Athleten aus dem Mannschaftswettbewerb                 | 24     | Alexandre Bardenet          |
| Athleten aus dem Mannschaftswettbewerb                 | 24     | Romain Cannone              |
| Athleten aus dem Mannschaftswettbewerb                 | 24     | Andrea Santarelli           |
| Athleten aus dem Mannschaftswettbewerb                 | 24     | Enrico Garozzo              |
| Athleten aus dem Mannschaftswettbewerb                 | 24     | Marco Fichera               |
| Athleten aus dem Mannschaftswettbewerb                 | 24     | Bohdan Nikischyn            |
| Athleten aus dem Mannschaftswettbewerb                 | 24     | Ihor Rejslin                |
| Athleten aus dem Mannschaftswettbewerb                 | 24     | Roman Switschkar            |
| Athleten aus dem Mannschaftswettbewerb                 | 24     | Max Heinzer                 |
| Athleten aus dem Mannschaftswettbewerb                 | 24     | Benjamin Steffen            |
| Athleten aus dem Mannschaftswettbewerb                 | 24     | Michele Niggeler            |
| Athleten aus dem Mannschaftswettbewerb                 | 24     | Kweon Young-jun             |
| Athleten aus dem Mannschaftswettbewerb                 | 24     | Ma Se-geon                  |
| Athleten aus dem Mannschaftswettbewerb                 | 24     | Park Sang-young             |
| Athleten aus dem Mannschaftswettbewerb                 | 24     | Jake Hoyle                  |
| Athleten aus dem Mannschaftswettbewerb                 | 24     | Curtis McDowald             |
| Athleten aus dem Mannschaftswettbewerb                 | 24     | Yeisser Ramirez             |
| Athleten aus dem Mannschaftswettbewerb                 | 24     | Sergei Bida                 |
| Athleten aus dem Mannschaftswettbewerb                 | 24     | Pawel Suchow                |
| Athleten aus dem Mannschaftswettbewerb                 | 24     | Sergei Chodos               |
| Athleten aus dem Mannschaftswettbewerb                 | 24     | Dong Chao                   |
| Athleten aus dem Mannschaftswettbewerb                 | 24     | Lan Minghao                 |
| Athleten aus dem Mannschaftswettbewerb                 | 24     | Wang Zijie                  |
| Zwei beste Athleten der Rangliste aus Asien & Ozeanien | 2      | Masaru Yamada               |
| Zwei beste Athleten der Rangliste aus Asien & Ozeanien | 2      | Ruslan Kurbanow             |
| Bester Athlet der Rangliste aus Afrika                 | 1      | Houssam El Kord             |
| Bester Athlet der Rangliste aus Amerika                | 1      | Rubén Limardo               |
| Zwei beste Athleten der Rangliste aus Europa           | 2      | Gergely Siklósi             |
| Zwei beste Athleten der Rangliste aus Europa           | 2      | Bas Verwijlen               |
| Qualifikationsturnier Asien & Ozeanien                 | 1      | Roman Petrov                |
| Qualifikationsturnier Afrika                           | 1      | Mohamed El-Sayed            |
| Qualifikationsturnier Amerika                          | 1      | Marc-Antoine Blais Bélanger |
| Qualifikationsturnier Europa                           | 1      | Jakub Jurka                 |
| Gastgeber                                              | 2      | Kazuyasu Minobe             |
| Gastgeber                                              | 2      | Kōki Kanō                   |
| Gesamt                                                 | 36     | 36                          |

### Florett
| Qualifikationswettbewerb                               | Plätze | Athlet                 |
| ------------------------------------------------------ | ------ | ---------------------- |
| Athleten aus dem Mannschaftswettbewerb                 | 24     | Gerek Meinhardt        |
| Athleten aus dem Mannschaftswettbewerb                 | 24     | Alexander Massialas    |
| Athleten aus dem Mannschaftswettbewerb                 | 24     | Nick Itkin             |
| Athleten aus dem Mannschaftswettbewerb                 | 24     | Enzo Lefort            |
| Athleten aus dem Mannschaftswettbewerb                 | 24     | Julien Mertine         |
| Athleten aus dem Mannschaftswettbewerb                 | 24     | Maxime Pauty           |
| Athleten aus dem Mannschaftswettbewerb                 | 24     | Daniele Garozzo        |
| Athleten aus dem Mannschaftswettbewerb                 | 24     | Alessio Foconi         |
| Athleten aus dem Mannschaftswettbewerb                 | 24     | Andrea Cassarà         |
| Athleten aus dem Mannschaftswettbewerb                 | 24     | Kirill Borodatschow    |
| Athleten aus dem Mannschaftswettbewerb                 | 24     | Anton Borodatschow     |
| Athleten aus dem Mannschaftswettbewerb                 | 24     | Wladislaw Mylnikow     |
| Athleten aus dem Mannschaftswettbewerb                 | 24     | Cheung Ka Long         |
| Athleten aus dem Mannschaftswettbewerb                 | 24     | Ryan Choi              |
| Athleten aus dem Mannschaftswettbewerb                 | 24     | Cheung Siu Lun         |
| Athleten aus dem Mannschaftswettbewerb                 | 24     | Alaaeldin Abouelkassem |
| Athleten aus dem Mannschaftswettbewerb                 | 24     | Mohamed Essam          |
| Athleten aus dem Mannschaftswettbewerb                 | 24     | Mohamed Hamza          |
| Athleten aus dem Mannschaftswettbewerb                 | 24     | Maximilien Van Haaster |
| Athleten aus dem Mannschaftswettbewerb                 | 24     | Alex Cai               |
| Athleten aus dem Mannschaftswettbewerb                 | 24     | Eli Schenkel           |
| Athleten aus dem Mannschaftswettbewerb                 | 24     | Peter Joppich          |
| Athleten aus dem Mannschaftswettbewerb                 | 24     | Benjamin Kleibrink     |
| Athleten aus dem Mannschaftswettbewerb                 | 24     | André Sanità           |
| Zwei beste Athleten der Rangliste aus Asien & Ozeanien | 2      | Takahiro Shikine       |
| Zwei beste Athleten der Rangliste aus Asien & Ozeanien | 2      | Lee Kwang-hyun         |
| Bester Athlet der Rangliste aus Afrika                 | 1      | Mohamed Samandi        |
| Bester Athlet der Rangliste aus Amerika                | 1      | Guilherme Toldo        |
| Zwei beste Athleten der Rangliste aus Europa           | 2      | Marcus Mepstead        |
| Zwei beste Athleten der Rangliste aus Europa           | 2      | Carlos Llavador        |
| Qualifikationsturnier Asien & Ozeanien                 | 1      | Huang Mengkai          |
| Qualifikationsturnier Afrika                           | 1      | Salim Heroui           |
| Qualifikationsturnier Amerika                          | 1      | Diego Cervantes        |
| Qualifikationsturnier Europa                           | 1      | Alexander Choupenitch  |
| Gastgeber                                              | 2      | Toshiya Saitō          |
| Gastgeber                                              | 2      | Kyōsuke Matsuyama      |
| Gesamt                                                 | 36     | 36                     |

### Säbel
| Qualifikationswettbewerb                               | Plätze | Athlet                |
| ------------------------------------------------------ | ------ | --------------------- |
| Athleten aus dem Mannschaftswettbewerb                 | 24     | Gu Bon-gil            |
| Athleten aus dem Mannschaftswettbewerb                 | 24     | Kim Jung-hwan         |
| Athleten aus dem Mannschaftswettbewerb                 | 24     | Oh Sang-uk            |
| Athleten aus dem Mannschaftswettbewerb                 | 24     | Áron Szilágyi         |
| Athleten aus dem Mannschaftswettbewerb                 | 24     | András Szatmári       |
| Athleten aus dem Mannschaftswettbewerb                 | 24     | Csanád Gémesi         |
| Athleten aus dem Mannschaftswettbewerb                 | 24     | Luca Curatoli         |
| Athleten aus dem Mannschaftswettbewerb                 | 24     | Luigi Samele          |
| Athleten aus dem Mannschaftswettbewerb                 | 24     | Enrico Berrè          |
| Athleten aus dem Mannschaftswettbewerb                 | 24     | Max Hartung           |
| Athleten aus dem Mannschaftswettbewerb                 | 24     | Matyas Szabo          |
| Athleten aus dem Mannschaftswettbewerb                 | 24     | Benedikt Wagner       |
| Athleten aus dem Mannschaftswettbewerb                 | 24     | Mojtaba Abedini       |
| Athleten aus dem Mannschaftswettbewerb                 | 24     | Ali Pakdaman          |
| Athleten aus dem Mannschaftswettbewerb                 | 24     | Mohammad Rahbari      |
| Athleten aus dem Mannschaftswettbewerb                 | 24     | Mohamed Amer          |
| Athleten aus dem Mannschaftswettbewerb                 | 24     | Ziad El-Sissy         |
| Athleten aus dem Mannschaftswettbewerb                 | 24     | Mohab Samer           |
| Athleten aus dem Mannschaftswettbewerb                 | 24     | Eli Dershwitz         |
| Athleten aus dem Mannschaftswettbewerb                 | 24     | Daryl Homer           |
| Athleten aus dem Mannschaftswettbewerb                 | 24     | Andrew Mackiewicz     |
| Athleten aus dem Mannschaftswettbewerb                 | 24     | Kamil Ibragimow       |
| Athleten aus dem Mannschaftswettbewerb                 | 24     | Konstantin Lochanow   |
| Athleten aus dem Mannschaftswettbewerb                 | 24     | Weniamin Reschetnikow |
| Zwei beste Athleten der Rangliste aus Asien & Ozeanien | 2      | Xu Yingming           |
| Zwei beste Athleten der Rangliste aus Asien & Ozeanien | 2      | Kento Yoshida         |
| Bester Athlet der Rangliste aus Afrika                 | 1      | Farès Ferjani         |
| Bester Athlet der Rangliste aus Amerika                | 1      | Shaul Gordon          |
| Zwei beste Athleten der Rangliste aus Europa           | 2      | Boladé Apithy         |
| Zwei beste Athleten der Rangliste aus Europa           | 2      | Sandro Basadse        |
| Qualifikationsturnier Asien & Ozeanien                 | 1      | Sherzod Mamutov       |
| Qualifikationsturnier Afrika                           | 1      | Akram Bounabi         |
| Qualifikationsturnier Amerika                          | 1      | José Quintero         |
| Qualifikationsturnier Europa                           | 1      | Iulian Teodosiu       |
| Gastgeber                                              | 2      | Kaito Streets         |
| Gastgeber                                              | 2      | Tomohiro Shimamura    |
| Gesamt                                                 | 36     | 36                    |

### Degen Mannschaft
| Qualifikationswettbewerb                          | Plätze | Qualifizierte Mannschaften |
| ------------------------------------------------- | ------ | -------------------------- |
| Die vier besten Mannschaften der Rangliste        | 4      | Frankreich                 |
| Die vier besten Mannschaften der Rangliste        | 4      | Italien                    |
| Die vier besten Mannschaften der Rangliste        | 4      | Ukraine                    |
| Die vier besten Mannschaften der Rangliste        | 4      | Schweiz                    |
| Beste Mannschaft aus Asien & Ozeanien (Rang 5–16) | 1      | Südkorea                   |
| Beste Mannschaft aus Amerika (Rang 5–16)          | 1      | Vereinigte Staaten         |
| Beste Mannschaft aus Europa (Rang 5–16)           | 1      | ROC                        |
| Neuverteilung der Quotenplätze                    | 1      | China                      |
| Gastgeber                                         | 1      | Japan                      |
| Gesamt                                            | 9      | 9                          |

### Florett Mannschaft
| Qualifikationswettbewerb                          | Plätze | Qualifizierte Mannschaften |
| ------------------------------------------------- | ------ | -------------------------- |
| Die vier besten Mannschaften der Rangliste        | 4      | Vereinigte Staaten         |
| Die vier besten Mannschaften der Rangliste        | 4      | Frankreich                 |
| Die vier besten Mannschaften der Rangliste        | 4      | Italien                    |
| Die vier besten Mannschaften der Rangliste        | 4      | ROC                        |
| Beste Mannschaft aus Asien & Ozeanien (Rang 5–16) | 1      | Hongkong                   |
| Beste Mannschaft aus Afrika (Rang 5–16)           | 1      | Ägypten                    |
| Beste Mannschaft aus Amerika (Rang 5–16)          | 1      | Kanada                     |
| Beste Mannschaft aus Europa (Rang 5–16)           | 1      | Deutschland                |
| Gastgeber                                         | 1      | Japan                      |
| Gesamt                                            | 9      | 9                          |

### Säbel Mannschaft
| Qualifikationswettbewerb                          | Plätze | Qualifizierte Mannschaften |
| ------------------------------------------------- | ------ | -------------------------- |
| Die vier besten Mannschaften der Rangliste        | 4      | Südkorea                   |
| Die vier besten Mannschaften der Rangliste        | 4      | Ungarn                     |
| Die vier besten Mannschaften der Rangliste        | 4      | Italien                    |
| Die vier besten Mannschaften der Rangliste        | 4      | Deutschland                |
| Beste Mannschaft aus Asien & Ozeanien (Rang 5–16) | 1      | Iran                       |
| Beste Mannschaft aus Afrika (Rang 5–16)           | 1      | Ägypten                    |
| Beste Mannschaft aus Amerika (Rang 5–16)          | 1      | Vereinigte Staaten         |
| Beste Mannschaft aus Europa (Rang 5–16)           | 1      | ROC                        |
| Gastgeber                                         | 1      | Japan                      |
| Gesamt                                            | 9      | 9                          |

## Frauen

### Degen
| Qualifikationswettbewerb                               | Plätze | Athletin                   |
| ------------------------------------------------------ | ------ | -------------------------- |
| Athleten aus dem Mannschaftswettbewerb                 | 24     | Lin Sheng                  |
| Athleten aus dem Mannschaftswettbewerb                 | 24     | Sun Yiwen                  |
| Athleten aus dem Mannschaftswettbewerb                 | 24     | Zhu Mingye                 |
| Athleten aus dem Mannschaftswettbewerb                 | 24     | Aleksandra Jarecka         |
| Athleten aus dem Mannschaftswettbewerb                 | 24     | Renata Knapik-Miazga       |
| Athleten aus dem Mannschaftswettbewerb                 | 24     | Ewa Trzebińska             |
| Athleten aus dem Mannschaftswettbewerb                 | 24     | Wioletta Kolobowa          |
| Athleten aus dem Mannschaftswettbewerb                 | 24     | Aisanat Murtasajewa        |
| Athleten aus dem Mannschaftswettbewerb                 | 24     | Julija Litschagina         |
| Athleten aus dem Mannschaftswettbewerb                 | 24     | Choi In-jeong              |
| Athleten aus dem Mannschaftswettbewerb                 | 24     | Kang Young-mi              |
| Athleten aus dem Mannschaftswettbewerb                 | 24     | Song Se-ra                 |
| Athleten aus dem Mannschaftswettbewerb                 | 24     | Kaylin Hsieh               |
| Athleten aus dem Mannschaftswettbewerb                 | 24     | Vivian Kong                |
| Athleten aus dem Mannschaftswettbewerb                 | 24     | Coco Lin                   |
| Athleten aus dem Mannschaftswettbewerb                 | 24     | Courtney Hurley            |
| Athleten aus dem Mannschaftswettbewerb                 | 24     | Kelley Hurley              |
| Athleten aus dem Mannschaftswettbewerb                 | 24     | Katharine Holmes           |
| Athleten aus dem Mannschaftswettbewerb                 | 24     | Rossella Fiamingo          |
| Athleten aus dem Mannschaftswettbewerb                 | 24     | Mara Navarria              |
| Athleten aus dem Mannschaftswettbewerb                 | 24     | Federica Isola             |
| Athleten aus dem Mannschaftswettbewerb                 | 24     | Julia Beljajeva            |
| Athleten aus dem Mannschaftswettbewerb                 | 24     | Erika Kirpu                |
| Athleten aus dem Mannschaftswettbewerb                 | 24     | Katrina Lehis              |
| Zwei beste Athleten der Rangliste aus Asien & Ozeanien | 2      | Nozomi Satō                |
| Zwei beste Athleten der Rangliste aus Asien & Ozeanien | 2      | Malika Hakimova            |
| Bester Athlet der Rangliste aus Afrika                 | 1      | Sarra Besbes               |
| Bester Athlet der Rangliste aus Amerika                | 1      | Nathalie Moellhausen       |
| Zwei beste Athleten der Rangliste aus Europa           | 2      | Ana Maria Popescu          |
| Zwei beste Athleten der Rangliste aus Europa           | 2      | Coraline Vitalis           |
| Qualifikationsturnier Asien & Ozeanien                 | 1      | Kiria Tikanah Abdul Rahman |
| Qualifikationsturnier Afrika                           | 1      | Ndèye Binta Diongue        |
| Qualifikationsturnier Amerika                          | 1      | María Luisa Doig           |
| Qualifikationsturnier Europa                           | 1      | Olena Krywyzka             |
| Gesamt                                                 | 34     | 34                         |

### Florett
| Qualifikationswettbewerb                               | Plätze | Athletin              |
| ------------------------------------------------------ | ------ | --------------------- |
| Athleten aus dem Mannschaftswettbewerb                 | 24     | Inna Deriglasowa      |
| Athleten aus dem Mannschaftswettbewerb                 | 24     | Adelina Sagidullina   |
| Athleten aus dem Mannschaftswettbewerb                 | 24     | Larissa Korobeinikowa |
| Athleten aus dem Mannschaftswettbewerb                 | 24     | Martina Batini        |
| Athleten aus dem Mannschaftswettbewerb                 | 24     | Arianna Errigo        |
| Athleten aus dem Mannschaftswettbewerb                 | 24     | Alice Volpi           |
| Athleten aus dem Mannschaftswettbewerb                 | 24     | Ysaora Thibus         |
| Athleten aus dem Mannschaftswettbewerb                 | 24     | Pauline Ranvier       |
| Athleten aus dem Mannschaftswettbewerb                 | 24     | Anita Blaze           |
| Athleten aus dem Mannschaftswettbewerb                 | 24     | Lee Kiefer            |
| Athleten aus dem Mannschaftswettbewerb                 | 24     | Jacqueline Dubrovich  |
| Athleten aus dem Mannschaftswettbewerb                 | 24     | Nicole Ross           |
| Athleten aus dem Mannschaftswettbewerb                 | 24     | Sera Azuma            |
| Athleten aus dem Mannschaftswettbewerb                 | 24     | Yūka Ueno             |
| Athleten aus dem Mannschaftswettbewerb                 | 24     | Rio Azuma             |
| Athleten aus dem Mannschaftswettbewerb                 | 24     | Noha Hany             |
| Athleten aus dem Mannschaftswettbewerb                 | 24     | Yara El-Sharkawy      |
| Athleten aus dem Mannschaftswettbewerb                 | 24     | Noura Mohamed         |
| Athleten aus dem Mannschaftswettbewerb                 | 24     | Jessica Guo           |
| Athleten aus dem Mannschaftswettbewerb                 | 24     | Eleanor Harvey        |
| Athleten aus dem Mannschaftswettbewerb                 | 24     | Kelleigh Ryan         |
| Athleten aus dem Mannschaftswettbewerb                 | 24     | Fanni Kreiss          |
| Athleten aus dem Mannschaftswettbewerb                 | 24     | Flóra Pásztor         |
| Athleten aus dem Mannschaftswettbewerb                 | 24     | Kata Kondricz         |
| Zwei beste Athleten der Rangliste aus Asien & Ozeanien | 2      | Jeon Hee-sook         |
| Zwei beste Athleten der Rangliste aus Asien & Ozeanien | 2      | Chen Qingyuan         |
| Bester Athlet der Rangliste aus Afrika                 | 1      | Inès Boubakri         |
| Bester Athlet der Rangliste aus Amerika                | 1      | Saskia van Erven      |
| Zwei beste Athleten der Rangliste aus Europa           | 2      | Leonie Ebert          |
| Zwei beste Athleten der Rangliste aus Europa           | 2      | İrem Karamete         |
| Qualifikationsturnier Asien & Ozeanien                 | 1      | Amita Berthier        |
| Qualifikationsturnier Afrika                           | 1      | Meriem Mebarki        |
| Qualifikationsturnier Amerika                          | 1      | Katina Proestakis     |
| Qualifikationsturnier Europa                           | 1      | Martyna Jelińska      |
| Gesamt                                                 | 34     | 34                    |

### Säbel
| Qualifikationswettbewerb                               | Plätze | Athletin                  |
| ------------------------------------------------------ | ------ | ------------------------- |
| Athleten aus dem Mannschaftswettbewerb                 | 24     | Sofja Welikaja            |
| Athleten aus dem Mannschaftswettbewerb                 | 24     | Sofija Posdnjakowa        |
| Athleten aus dem Mannschaftswettbewerb                 | 24     | Olga Nikitina             |
| Athleten aus dem Mannschaftswettbewerb                 | 24     | Martina Criscio           |
| Athleten aus dem Mannschaftswettbewerb                 | 24     | Rossella Gregorio         |
| Athleten aus dem Mannschaftswettbewerb                 | 24     | Irene Vecchi              |
| Athleten aus dem Mannschaftswettbewerb                 | 24     | Cécilia Berder            |
| Athleten aus dem Mannschaftswettbewerb                 | 24     | Manon Brunet              |
| Athleten aus dem Mannschaftswettbewerb                 | 24     | Charlotte Lembach         |
| Athleten aus dem Mannschaftswettbewerb                 | 24     | Choi Soo-yeon             |
| Athleten aus dem Mannschaftswettbewerb                 | 24     | Kim Ji-yeon               |
| Athleten aus dem Mannschaftswettbewerb                 | 24     | Yoon Ji-su                |
| Athleten aus dem Mannschaftswettbewerb                 | 24     | Qian Jiarui               |
| Athleten aus dem Mannschaftswettbewerb                 | 24     | Shao Yaqi                 |
| Athleten aus dem Mannschaftswettbewerb                 | 24     | Yang Hengyu               |
| Athleten aus dem Mannschaftswettbewerb                 | 24     | Nadia Ben Azizi           |
| Athleten aus dem Mannschaftswettbewerb                 | 24     | Amira Ben Chaabane        |
| Athleten aus dem Mannschaftswettbewerb                 | 24     | Yasmine Daghfous          |
| Athleten aus dem Mannschaftswettbewerb                 | 24     | Mariel Zagunis            |
| Athleten aus dem Mannschaftswettbewerb                 | 24     | Anne-Elizabeth Stone      |
| Athleten aus dem Mannschaftswettbewerb                 | 24     | Dagmara Wozniak           |
| Athleten aus dem Mannschaftswettbewerb                 | 24     | Anna Márton               |
| Athleten aus dem Mannschaftswettbewerb                 | 24     | Liza Pusztai              |
| Athleten aus dem Mannschaftswettbewerb                 | 24     | Renáta Katona             |
| Zwei beste Athleten der Rangliste aus Asien & Ozeanien | 2      | Bhavani Devi              |
| Zwei beste Athleten der Rangliste aus Asien & Ozeanien | 2      | Misaki Emura              |
| Bester Athlet der Rangliste aus Afrika                 | 1      | Nada Hafez                |
| Bester Athlet der Rangliste aus Amerika                | 1      | Gabriella Page            |
| Zwei beste Athleten der Rangliste aus Europa           | 2      | Theodora Gkountoura       |
| Zwei beste Athleten der Rangliste aus Europa           | 2      | Olha Charlan              |
| Qualifikationsturnier Asien & Ozeanien                 | 1      | Zaynab Dayibekova         |
| Qualifikationsturnier Afrika                           | 1      | Kaouther Mohamed Belkebir |
| Qualifikationsturnier Amerika                          | 1      | María Belén Pérez Maurice |
| Qualifikationsturnier Europa                           | 1      | Anna Bashta               |
| Gastgeber                                              | 2      | Chika Aoki                |
| Gastgeber                                              | 2      | Norika Tamura             |
| Gesamt                                                 | 36     | 36                        |

### Degen Mannschaft
| Qualifikationswettbewerb                          | Plätze | Qualifizierte Mannschaften |
| ------------------------------------------------- | ------ | -------------------------- |
| Die vier besten Mannschaften der Rangliste        | 4      | China                      |
| Die vier besten Mannschaften der Rangliste        | 4      | Polen                      |
| Die vier besten Mannschaften der Rangliste        | 4      | ROC                        |
| Die vier besten Mannschaften der Rangliste        | 4      | Südkorea                   |
| Beste Mannschaft aus Asien & Ozeanien (Rang 5–16) | 1      | Hongkong                   |
| Beste Mannschaft aus Amerika (Rang 5–16)          | 1      | Vereinigte Staaten         |
| Beste Mannschaft aus Europa (Rang 5–16)           | 1      | Italien                    |
| Neuverteilung der Quotenplätze                    | 1      | Estland                    |
| Gesamt                                            | 8      | 8                          |

### Florett Mannschaft
| Qualifikationswettbewerb                          | Plätze | Qualifizierte Mannschaften |
| ------------------------------------------------- | ------ | -------------------------- |
| Die vier besten Mannschaften der Rangliste        | 4      | ROC                        |
| Die vier besten Mannschaften der Rangliste        | 4      | Italien                    |
| Die vier besten Mannschaften der Rangliste        | 4      | Frankreich                 |
| Die vier besten Mannschaften der Rangliste        | 4      | Vereinigte Staaten         |
| Beste Mannschaft aus Asien & Ozeanien (Rang 5–16) | 1      | Japan                      |
| Beste Mannschaft aus Afrika (Rang 5–16)           | 1      | Ägypten                    |
| Beste Mannschaft aus Amerika (Rang 5–16)          | 1      | Kanada                     |
| Beste Mannschaft aus Europa (Rang 5–16)           | 1      | Ungarn                     |
| Gesamt                                            | 8      | 8                          |

### Säbel Mannschaft
| Qualifikationswettbewerb                          | Plätze | Qualifizierte Mannschaften |
| ------------------------------------------------- | ------ | -------------------------- |
| Die vier besten Mannschaften der Rangliste        | 4      | ROC                        |
| Die vier besten Mannschaften der Rangliste        | 4      | Italien                    |
| Die vier besten Mannschaften der Rangliste        | 4      | Frankreich                 |
| Die vier besten Mannschaften der Rangliste        | 4      | Südkorea                   |
| Beste Mannschaft aus Asien & Ozeanien (Rang 5–16) | 1      | China                      |
| Beste Mannschaft aus Afrika (Rang 5–16)           | 1      | Tunesien                   |
| Beste Mannschaft aus Amerika (Rang 5–16)          | 1      | Vereinigte Staaten         |
| Beste Mannschaft aus Europa (Rang 5–16)           | 1      | Ungarn                     |
| Gesamt                                            | 8      | 8                          |